# Glafira Ziegelmann
Glafira Ziegelmann (* 26. April 1871 in Orenburg, Russisches Kaiserreich; † 1935 in Montpellier, Frankreich) war eine russisch-französische Medizinerin und Gynäkologin. Sie war die erste Assistenzärztin in Montpellier. Sie wurde die erste Praktikantin in einem Provinzkrankenhaus, die erste Klinikleiterin in Frankreich und die erste Frau, die an der Auswahlprüfung für die Agrégation de médecine teilnehmen durfte. Als Frau wurde ihr trotz ihrer hervorragenden Ergebnisse keine Lehrbefähigung verliehen.

## Leben und Werk
Ziegelmann war das einzige Kind wohlhabender Landbesitzer. Ihr Vater Alexander Ziegelmann gründete eine Krankenstation und eine Fachschule für die Bauern, die auf dem Gut lebten und arbeiteten. Ihre jüdischen Eltern konvertierten aufgrund der Pogrome, denen russische Juden im Zarenreich ausgesetzt waren, zum Christentum. Nach ihrem Schulabschluss 1893 in Orenburg studierte sie drei Semester an der medizinischen Fakultät in Genf. 1894 immatrikulierte sie sich zusammen mit ihrer russischen Freundin Raïssa Lesk an der medizinischen Fakultät in Montpellier. Als erste weibliche Praktikantin in Montpellier verteidigte sie 1898 ihre Dissertation über die Behandlung der Basedow-Krankheit. In ihrer Dissertation beschreibt sie den Morbus Basedow und die Symptome der Schilddrüsenüberfunktion und analysiert Behandlungen und Operationen.
Im selben Jahr heiratete sie den Mediziner Armans Gaussel und verbrachte ihre Flitterwochen mit ihm in Russland. Sie bekam mit ihm zwei Kinder. 1897 war sie die erste Frau, die zur Praktikantin in einem Provinzkrankenhaus ernannt wurde und 1903 war sie die erste Klinikleiterin für Geburtshilfe und Gynäkologie. Diese außergewöhnliche Ernennung war Thema von Artikeln in der lokalen Presse.
1907 wurde ihr Antrag auf Teilnahme an der Agrégation abgelehnt, aber 1910 war sie die erste Frau, die für die Agrégation de médecine in Frage kam und bestand die anonyme schriftliche Prüfung. Die mündliche Prüfung bestand sie nicht.
Während des Ersten Weltkriegs vertrat sie ihren Mann, der am Kriegsdienst teilnahm. Von 1914 bis 1918 war sie Chefärztin des von ihrem Ehemann gegründeten Sanatoriums Bon-Accueil, wo sie russische Soldaten behandelte. Nach Kriegsende nahm sie ihre Tätigkeit als Gynäkologin wieder auf.
Sie starb am 12. Oktober 1935 in Montpellier.
Sie ist als Ehefrau ihres Ehemannes Amans Gaussel hinter dem Porträt ihres Mannes in der Aula der ehemaligen Medizinischen Fakultät abgebildet und ist dort die einzige portraitierte Frau.

## Auszeichnungen
- 1900: Bouisson-Preis[7]
- 1907: Offizierskreuz des Ordre des Palmes Académiques[8]
- 2020: Anlässlich des 800-jährigen Jubiläums der Medizinische Fakultät von Montpellier Einweihung des Glafira-Ziegelmann-Amphitheater

## Veröffentlichungen (Auswahl)
- Pathogénie et traitement de la maladie de Basedow. Montpellier, Firmin et Montane, 1899, S. 79. (Dissertation)